# Cursed Infernal Steel
Cursed Infernal Steel – czwarty album studyjny polskiej grupy muzycznej Hell-Born. Wydawnictwo ukazało się 29 maja 2006 roku nakładem wytwórni muzycznej Conquer Records. W Stanach Zjednoczonych płyta ukazała się 5 września 2006 roku dzięki Ibex Moon Records. Z kolei w Polsce dzięki umowie licencyjnej Cursed Infernal Steel wydała firma Death Solution Productions. Nagrania zostały zarejestrowane w lutym 2005 roku w białostockim Hertz Studio we współpracy z producentami muzycznymi Sławomirem i Wojciechem Wiesławskimi.

## Lista utworów
Opracowano na podstawie materiału źródłowego.
1. "Impaled Archangels" (sł. Baal Ravenlock, muz. Baal Ravenlock, Les, Jeff, Necrolucas) - 04:49
2. "The Crown Is Mine" (sł. Baal Ravenlock, muz. Baal Ravenlock, Les, Jeff, Necrolucas) - 04:34
3. "Empire Deep Down Under" (sł. Baal Ravenlock, muz. Baal Ravenlock, Les, Jeff, Necrolucas) - 04:15
4. "The Black Flag of Satan" (sł. Baal Ravenlock, muz. Baal Ravenlock, Les, Jeff, Necrolucas) - 04:27
5. "Necromonstrosity" (sł. Baal Ravenlock, muz. Baal Ravenlock, Les, Jeff, Necrolucas) - 04:38
6. "Hellspawn" (sł. Baal Ravenlock, muz. Baal Ravenlock, Les, Jeff, Necrolucas) - 05:18
7. "When Ancient Horror Lives" (sł. Baal Ravenlock, muz. Baal Ravenlock, Les, Jeff, Necrolucas) - 03:30
8. "Stonecold" (sł. Baal Ravenlock, muz. Baal Ravenlock, Les, Jeff, Necrolucas) - 04:26
9. "Cursed Infernal Steel" (sł. Baal Ravenlock, muz. Baal Ravenlock, Les, Jeff, Necrolucas) - 04:25
10. "Glorius Triumph of Darkness" (sł. Baal Ravenlock, muz. Baal Ravenlock, Les, Jeff, Necrolucas) - 04:06

## Twórcy
Opracowano na podstawie materiału źródłowego.
- Baal Ravenlock - gitara basowa, wokal prowadzący
- Les - gitara rytmiczna, gitara prowadząca, wokal wspierający
- Jeff - gitara rytmiczna, gitara prowadząca, wokal wspierający
- Necrolucas - perkusja